# Wolfgang Voigt
Pour les articles homonymes, voir Voigt.
Wolfgang Voigt (né en 1961 à Cologne) est un artiste allemand de musique électronique.
Il utilise plusieurs pseudonymes dont : All, Auftrieb, Brom, C.K. Decker, Centrifugal Force, Crocker, Dextro NRG, Dieter Gorny, Digital, Dom, Doppel, Filter, Freiland, Fuchsbau, Gelb, Grungerman, Love Inc., M:I:5, Mike Ink, Mint, Panthel, Popacid, Riss, RX7, Split Inc., Strass, Studio 1, Tal, Vinyl Countdown, W.V., Wassermann, & X-Lvis.
Il a aussi créé le projet musical Gas.
Il est aussi connu pour être un des fondateurs du label allemand Kompakt.